# العلاقات الهندية الميكرونيسية
العلاقات الهندية الميكرونيسية هي العلاقات الثنائية التي تجمع بين الهند وولايات ميكرونيسيا المتحدة.

## مقارنة بين البلدين
هذه مقارنة عامة ومرجعية للدولتين:
| وجه المقارنة                                              | الهند                       | ولايات ميكرونيسيا المتحدة |
| --------------------------------------------------------- | --------------------------- | ------------------------- |
| المساحة (كم2)                                             | 3.29 مليون                  | 702                       |
| عدد السكان (نسمة)                                         | 1.35 مليار                  | 105.54 ألف                |
| الكثافة السكانية (ن./كم²)                                 | 410.33                      | 15.03 ألف                 |
| العاصمة                                                   | نيودلهي                     | باليكير                   |
| اللغة الرسمية                                             | اللغة الهندية، لغة إنجليزية | لغة إنجليزية              |
| العملة                                                    | روبية هندية                 | دولار أمريكي              |
| الناتج المحلي الإجمالي (بليون دولار)                      | 2.60 تريليون                | 336.43 مليون              |
| الناتج المحلي الإجمالي (تعادل القوة الشرائية) بليون دولار | 8.00 تريليون                | 365.27 مليون              |
| الناتج المحلي الإجمالي الاسمي للفرد دولار أمريكي          | 1.60 ألف                    | 3.02 ألف                  |
| الناتج المحلي الإجمالي للفرد دولار أمريكي                 | 5.70 ألف                    |                           |
| مؤشر التنمية البشرية                                      | 0.609                       | 0.640                     |
| رمز المكالمات الدولي                                      | +91                         | +691                      |
| رمز الإنترنت                                              | .in، .भारत ‏، .بھارت ‏،        | .fm                       |
| المنطقة الزمنية                                           | ت ع م+05:30، توقيت الهند    |                           |

## منظمات دولية مشتركة
يشترك البلدان في عضوية مجموعة من المنظمات الدولية، منها:
| علم المنظمة | اسم المنظمة                        | تاريخ انضمام الهند | تاريخ انضمام ولايات ميكرونيسيا المتحدة |
| ----------- | ---------------------------------- | ------------------ | -------------------------------------- |
|             | يونسكو                             | 4 نوفمبر 1946      | 19 أكتوبر 1999                         |
|             | مؤسسة التمويل الدولية              | 20 يوليو 1956      | 24 يونيو 1993                          |
|             | بنك التنمية الآسيوي                | 1966               | 1990                                   |
|             | منظمة حظر الأسلحة الكيميائية       | ?                  | ?                                      |
|             | مؤسسة التنمية الدولية              | 24 سبتمبر 1960     | 24 يونيو 1993                          |
|             | وكالة ضمان الاستثمار متعدد الأطراف | 6 يناير 1994       | 11 أغسطس 1993                          |
|             | الاتحاد الدولي للاتصالات           | 1869               | 18 مارس 1993                           |
|             | الأمم المتحدة                      | 30 أكتوبر 1945     | 17 سبتمبر 1991                         |
|             | البنك الدولي للإنشاء والتعمير      | 27 ديسمبر 1945     | 24 يونيو 1993                          |

## وصلات خارجية
- موقع وزارة الخارجية الهندية